# Anouk Maas
Anouk Maas (Tilburg, 31 juli 1986) is een Nederlandse (musical)actrice.

## Biografie
Maas' opleiding begon aan de afdeling Musicaltheater van de Fontys Dansacademie in Tilburg, daarnaast kreeg ze zangles van Jack Breikers en Margot Giselle en volgde ze acteerworkshops van Mara Otten. In New York volgde ze danslessen aan het Broadway Dance Centre.
Toen Maas elf jaar was, kreeg ze een hoofdrol in de musical Annie. Daarna deed ze in Londen mee aan een samenwerkingsproject met de Arts Educational School for Musical Theater, waar ze ook zang- en dansles kreeg.
Vervolgens was zij te zien in de musical We Will Rock You in Keulen en in Wenen en de Duitse tournee van Saturday Night Fever als understudy van Stephanie en Annette. In Saarbrücken speelde ze in 2006 Serena in Fame en daarna weer de rol van Annette tijdens de Duitse tournee van Saturday Night Fever.
Begin 2007 deed ze mee aan de skateschool voor de musical Starlight Express van Andrew Lloyd Webber. In datzelfde jaar speelde Maas in Cats als swing van de rollen Lorrenjopie, Silvany en Electra. Daarna speelde ze de maîtresse in Evita en was ze te zien als Liesl in The Sound of Music. Vanaf september 2009 was Maas te zien in de musical Hairspray als Amber von Tussle. Hierna speelde zij in het ensemble van Joseph and the Amazing Technicolor Dreamcoat. In oktober 2010 speelde ze de rol van Anne Dindon in La Cage Aux Folles. Daarna speelde ze in Miss Saigon. Sinds november 2012 speelde ze in Shrek. Later nam zij de rol van Fiona over van Kim-Lian van der Meij. Vanaf september 2013 speelde ze de rol van Alex in de musical Flashdance. In 2014-2015 was ze weer te zien in The Sound of Music, maar nu als Maria von Trapp. In 2015 deed zij mee met het achtste seizoen van de Beste Zangers.
Vanaf september 2017 was Maas te zien in de soap Goede tijden, slechte tijden als Zoë Xander. In mei 2019 maakte RTL bekend dat zij uit de serie geschreven was.
Sinds voorjaar 2018 is Maas hoofdpersoon in de commercials van Leen Bakker.  In het najaar van 2018 was Maas te horen in de animatiefilm Ralph Breaks the Internet van Walt Disney Animation Studios, waar ze de stem van Shank insprak. In 2024 sprak Maas de stem in van Jaloezie voor de animatiefilm Binnenstebuiten 2 van Pixar Animation Studios.
In 2021 was Maas een van de acht terugkerende oud-deelnemers van het 21e seizoen van het RTL 4-programma Expeditie Robinson, ze behaalde de finale waar ze eindigde als verliezend finalist. Maas was eerder te zien in het vijftiende seizoen van het programma. In 2022 vertolkte Maas de rol van Monica in de Netflix-film F*ck de Liefde 2. Datzelfde jaar was Maas te zien als secret singer in het televisieprogramma Secret Duets. In 2023 vertolkte ze de rol van arts Roos in de film Oei, ik groei!, datzelfde jaar deed ze mee aan het programma Special Forces VIPS. In het voorjaar van 2024 vertolkte Maas de hoofdrol van Jenny in de bioscoopfilm Verliefd op Bali.

## Theater
| Theater als musicalactrice | Theater als musicalactrice                   | Theater als musicalactrice | Theater als musicalactrice |
| Jaar                       | Productie                                    | Rol                        | Opmerkingen                |
| -------------------------- | -------------------------------------------- | -------------------------- | -------------------------- |
| 1997 - 1999                | Annie                                        | Annie                      |                            |
| 2005                       | We Will Rock You                             | ensemble                   | In Keulen                  |
| 2006                       | Fame                                         | Serena                     | In Saarbrücken             |
| 2006 - 2007                | Cats                                         | Swing                      |                            |
| 2007                       | Saturday Night Fever                         | Anette                     | In Duitsland               |
| 2007 - 2008                | Evita                                        | Maîtresse                  |                            |
| 2008 - 2009                | The Sound of Music                           | Liesl                      | Understudy Maria           |
| 2009 - 2010                | Hairspray                                    | Amber von Tussle           |                            |
| 2010                       | Joseph and the Amazing Technicolor Dreamcoat | ensemble                   |                            |
| 2010 - 2011                | La Cage Aux Folles                           | Anne Dindon                |                            |
| 2011 - 2012                | Miss Saigon                                  | ensemble                   | Understudy Ellen           |
| 2012 - 2013                | Shrek                                        | ensemble / Fiona           | Nederland en België        |
| 2013 - 2014                | Flashdance                                   | Alex                       |                            |
| 2014 - 2015                | The Sound of Music                           | Maria Rainer               |                            |
| 2015 - 2016                | Beauty & the Beast                           | Belle                      |                            |
| 2016 - 2017                | Hair                                         | Sheila                     |                            |
| 2023                       | Huisvrouwen Bestaan Niet                     | Gijsje                     |                            |
| 2024                       | Pride and Prejudice                          | Elizabeth                  |                            |

## Filmografie

### Film
- 2014: Rouwkots, als Michelle Bergwijn
- 2014: De ideale man
- 2015: Dummie de Mummie en de Sfinx van Shakaba, als bekende Nederlander
- 2016: Onze jongens, als Merel
- 2019: Verliefd op Cuba
- 2022: F*ck de liefde 2, als Monica
- 2023: Oei, ik groei!, als arts Roos
- 2024: Verliefd op Bali, als Jenny
- 2024: De mooiste dag, als Ilse de Groot
- 2024: De jackpot, als Debbie

### Televisie
| Televisie als actrice       | Televisie als actrice                       | Televisie als actrice                                                                                                | Televisie als actrice                                                                                                |
| Jaar                        | Productie                                   | Rol | Opmerkingen |
| --------------------------- | ------------------------------------------- | --- | --- |
| 2008                        | The Show of Music                           | Liesl | - |
| 2012                        | Moordvrouw                                  | onbekend | Gastrol |
| 2012                        | Van God Los                                 | Bazin met hond | Gastrol |
| 2012                        | Moeder, ik wil bij de Revue                 | Willy | Bijrol |
| 2012                        | Goede tijden, slechte tijden                | Angela | Gastrol |
| 2016                        | Danni Lowinski                              | Wiebke | Gastrol |
| 2017-2019                   | Goede tijden, slechte tijden                | Zoë Xander | Vaste rol |
| 2020                        | Scrooge Live                                | Belle | |
| 2021                        | Hoe mijn keurige ouders in de bak belandden | Ilonka | Gastrol |
| 2024                        | Woeste grond                                | Lianne | |
| Televisie als presentatrice |                                             | | |
| Jaar                        | Productie                                   | Opmerkingen | Opmerkingen |
| 2013-2014                   | Nick Battle                                 | Programma op Nickelodeon, ze werkte buiten om wensen te vervullen met Bart Boonstra, Iris Hesseling, Patrick Martens | Programma op Nickelodeon, ze werkte buiten om wensen te vervullen met Bart Boonstra, Iris Hesseling, Patrick Martens |
| 2014-2016                   | Nick in de Box                              | Programma op Nickelodeon, in de rubriek Nick out de box. In de studio waren Iris Hesseling en Bart Boonstra          | Programma op Nickelodeon, in de rubriek Nick out de box. In de studio waren Iris Hesseling en Bart Boonstra          |
| 2015                        | Musical Sing-a-Long                         | Programma van de AVROTROS                                                                                            | Programma van de AVROTROS                                                                                            |
| 2015                        | Cool Factor                                 | Programma op Nickelodeon                                                                                             | Programma op Nickelodeon                                                                                             |
| 2016                        | Nick in trouble                             | Programma op Nickelodeon samen met Furtjuh                                                                           | Programma op Nickelodeon samen met Furtjuh                                                                           |
| 2017                        | Snap Het                                    | Invalpresentatrice voor 3 afleveringen samen met Stef Poelmans                                                       | Invalpresentatrice voor 3 afleveringen samen met Stef Poelmans                                                       |
| 2017                        | Nickelodeon Kids' Choice Awards 2017        | Programma op Nickelodeon,samen met Stef Poelmans                                                                     | Programma op Nickelodeon,samen met Stef Poelmans                                                                     |
| 2017                        | De Race naar de KCA's                       | Programma op Nickelodeon, samen met Stef Poelmans                                                                    | Programma op Nickelodeon, samen met Stef Poelmans                                                                    |
| Televisie als deelneemster  |                                             | | |
| Jaar                        | Productie                                   | Opmerkingen | Opmerkingen |
| 2007                        | De weg naar Fame                            | Deelneemster voor de rol van Serena                                                                                  | Deelneemster voor de rol van Serena                                                                                  |
| 2014                        | Expeditie Robinson                          | Deelneemster aan het vijftiende seizoen                                                                              | Deelneemster aan het vijftiende seizoen                                                                              |
| 2015                        | Beste Zangers                               | Vaste gast | Vaste gast |
| 2016                        | Ik hou van Holland                          | Team Jeroen | Team Jeroen |
| 2016                        | Celebrity Stand-Up                          | Eén aflevering | Eén aflevering |
| 2016                        | Alles mag op zaterdag                       | Team Gerard samen met Patrick Martens                                                                                | Team Gerard samen met Patrick Martens                                                                                |
| 2018                        | Het zijn net mensen                         | Team Najib Amhali | Team Najib Amhali |
| 2020                        | The Big Escape                              | Deelneemster | Deelneemster |
| 2021                        | Code van Coppens: De wraak van de Belgen    | Deelnemersduo met Toprak Yalçiner                                                                                    | Deelnemersduo met Toprak Yalçiner                                                                                    |
| 2021                        | Expeditie Robinson                          | Deelneemster aan het 21e seizoen                                                                                     | Deelneemster aan het 21e seizoen                                                                                     |
| 2023                        | Special Forces VIPS                         | Deelneemster | Deelneemster |

## Palmares
- John Kraaijkamp Musical Award voor aanstormend talent 2009[6]